# Distrito de Mahabo
Mahabo es un distrito de la región de Menabe, en la isla de Madagascar, con una población estimada en julio de 2014 de 145 375 habitantes.
Se encuentra ubicado al oeste de la isla, cerca del parque nacional de Kirindy Mitea y del río Mangoky.